# Velká cena Valencie silničních motocyklů 2007
Velká cena Valencie 2007 se uskutečnila od 2. listopadu – 4. listopadu 2007 na okruhu Circuit de Valencia.

## MotoGP
Mistrovství světa motocyklů vstoupilo do své poslední kapitoly roku 2008. Ve Valencii se o mistru světa už nerozhodovalo, zato ještě nebylo známo jméno letošního vicemistra světa. Mohl jim být pouze buď Valentino Rossi a nebo domácí Daniel Pedrosa. Rossi měl na Španěla náskok 24 bodů a tak mu stačilo pouze dojet na 15. místě.
Toni Elias byl potvrzen v týmu Pramac d'Antin pro rok 2008. Měl by se stát týmovým kolegou Francouze Guintoliho. Opustí tak tým Gresini-Honda, kde v roce 2006 v portugalském Estorilu dokázal vyhrát.
Fausto Gresini angažoval pro příští sezónu vedle Alexe de Angelise i Japonce Shinyu Nakana. Tím tak vyhasly naděje Maxe Biaggiho vrátit se zpět do MotoGP.
Valentino Rossi zvýšil nátlak na Yamahu, aby příští rok postavila konkurenceschopnější stroj s větším výkonem. Motocykl Yamaha podle něj zaostává ve spoustě oblastí, ať už elektronice, akceleraci či systému chlazení. Předpokládá se, že Rossi v roce 2008 nastoupí už na pneumatikách Bridgestone.

## Kvalifikace
| *                                                 | *                                                | *                                               |
| _______1_______ Daniel Pedrosa Honda 1:31.517     |                                                  |                                                 |
|                                                   | _______2_______ Casey Stoner Ducati 1:31.603     |                                                 |
|                                                   |                                                  | _______3_______ Nicky Hayden Honda 1:31.903     |
| _______4_______ Randy de Puniet Kawasaki 1:31.963 |                                                  |                                                 |
|                                                   | _______5_______ Sylvain Guintoli Yamaha 1:32.074 |                                                 |
|                                                   |                                                  | _______6_______ Makoto Tamada Yamaha 1:32.151   |
| _______7_______ John Hopkins Suzuki 1:32.165      |                                                  |                                                 |
|                                                   | _______8_______ Loris Capirossi Ducati 1:32.261  |                                                 |
|                                                   |                                                  | _______9_______ Carlos Checa Honda 1:32.273     |
| _______10_______ Marco Melandri Honda 1:32.367    |                                                  |                                                 |
|                                                   | _______11_______ Chris Vermeulen Suzuki 1:32.617 |                                                 |
|                                                   |                                                  | _______12_______ Alex Barros Ducati 1:32.714    |
| _______13_______ Shinya Nakano Honda 1:32.730     |                                                  |                                                 |
|                                                   | _______14_______ Toni Elias Honda 1:32.790       |                                                 |
|                                                   |                                                  | _______15_______ Colin Edwards Yamaha 1:33.021  |
| _______16_______ Anthony West Kawasaki 1:33.231   |                                                  |                                                 |
|                                                   | _______17_______ Valentino Rossi Yamaha 1:33.290 |                                                 |
|                                                   |                                                  | _______18_______ Kurtis Roberts KR212V 1:33.431 |
| ------------------------------------------------- | ------------------------------------------------ | ----------------------------------------------- |

## Závod
| Pos | #  | Jezdec           | Stroj    | Kola | Čas       | Rošt | Body |
| --- | -- | ---------------- | -------- | ---- | --------- | ---- | ---- |
| 1   | 26 | Daniel Pedrosa   | Honda    | 30   | 46:43.533 | 1    | 25   |
| 2   | 27 | Casey Stoner     | Ducati   | 30   | +5.447    | 2    | 20   |
| 3   | 21 | John Hopkins     | Suzuki   | 30   | +20.404   | 7    | 16   |
| 4   | 33 | Marco Melandri   | Honda    | 30   | +24.827   | 10   | 13   |
| 5   | 65 | Loris Capirossi  | Ducati   | 30   | +25.804   | 8    | 11   |
| 6   | 71 | Chris Vermeulen  | Suzuki   | 30   | +25.862   | 11   | 10   |
| 7   | 4  | Alex Barros      | Ducati   | 30   | +29.470   | 12   | 9    |
| 8   | 1  | Nicky Hayden     | Honda    | 30   | +30.333   | 3    | 8    |
| 9   | 14 | Randy de Puniet  | Kawasaki | 30   | +30.895   | 4    | 7    |
| 10  | 24 | Toni Elias       | Honda    | 30   | +31.030   | 14   | 6    |
| 11  | 50 | Sylvain Guintoli | Yamaha   | 30   | +38.763   | 5    | 5    |
| 12  | 7  | Carlos Checa     | Honda    | 30   | +42.506   | 9    | 4    |
| 13  | 5  | Colin Edwards    | Yamaha   | 30   | +46.572   | 15   | 3    |
| 14  | 56 | Shinya Nakano    | Honda    | 30   | +50.220   | 13   | 2    |
| 15  | 6  | Makoto Tamada    | Yamaha   | 30   | +56.879   | 6    | 1    |
| 16  | 13 | Anthony West     | Kawasaki | 30   | +1:15.369 | 16   |      |
| Ret | 46 | Valentino Rossi  | Yamaha   | 19   | porucha   | 17   |      |
| Ret | 80 | Kurtis Roberts   | KR212V   | 10   | porucha   | 18   |      |

## Zajímavosti
Valentino Rossi skončil v konečném bodování na 3. místě což je jeho nejhorší umístění od jeho premiérové sezóny v roce 1996 kdy skončil na 9. místě.
Daniel Pedrosa jako jediný jezdec dokázal ve Valencii vyhrát ve všech třídách (2002 – 125cc, 2004, 2005 – 250cc, 2007 – MotoGP).
Randy de Puniet se stal nejlepším jezdcem Kawasaki v MotoGP. Ještě žádný jiný jezdec za Kawasaki nedokázal získat během svého působení v týmu 108 bodů.
Vůbec poprvé od roku 1949 se stalo že v královské třídě za celou sezónu nebodoval žádný britský jezdec.

## Průběžná klasifikace jezdců a týmů
| Pos | #  | Jezdec            | Stroj    | Body |
| --- | -- | ----------------- | -------- | ---- |
| 1   | 27 | Casey Stoner      | Ducati   | 367  |
| 2   | 26 | Daniel Pedrosa    | Honda    | 242  |
| 3   | 46 | Valentino Rossi   | Yamaha   | 241  |
| 4   | 21 | John Hopkins      | Suzuki   | 189  |
| 5   | 33 | Marco Melandri    | Honda    | 187  |
| 6   | 71 | Chris Vermeulen   | Suzuki   | 179  |
| 7   | 65 | Loris Capirossi   | Ducati   | 166  |
| 8   | 1  | Nicky Hayden      | Honda    | 127  |
| 9   | 5  | Colin Edwards     | Yamaha   | 124  |
| 10  | 4  | Alex Barros       | Ducati   | 115  |
| 11  | 14 | Randy de Puniet   | Kawasaki | 108  |
| 12  | 24 | Toni Elias        | Honda    | 104  |
| 13  | 66 | Alex Hofmann      | Ducati   | 65   |
| 14  | 7  | Carlos Checa      | Honda    | 65   |
| 15  | 13 | Anthony West      | Kawasaki | 59   |
| 16  | 50 | Sylvain Guintoli  | Yamaha   | 50   |
| 17  | 56 | Shinya Nakano     | Honda    | 47   |
| 18  | 6  | Makoto Tamada     | Yamaha   | 38   |
| 19  | 80 | Kurtis Roberts    | KR212V   | 10   |
| 20  | 95 | Roger Lee Hayden  | Kawasaki | 6    |
| 21  | 84 | Michel Fabrizio   | Honda    | 6    |
| 22  | 11 | Fonsi Nieto       | Kawasaki | 5    |
| 23  | 19 | Olivier Jacque    | Kawasaki | 4    |
| 24  | 10 | Kenny Roberts jr. | KR212V   | 4    |
| 25  | 9  | Nobuatsu Aoki     | Suzuki   | 3    |
| 26  | 72 | Shinichi Itoh     | Ducati   | 1    |

| Pos | Tým                  | Továrna  | Body |
| --- | -------------------- | -------- | ---- |
| 1   | Ducati Marlboro Team | Ducati   | 533  |
| 2   | Rizla Suzuki MotoGP  | Suzuki   | 371  |
| 3   | Repsol Honda Team    | Honda    | 369  |
| 4   | Fiat Yamaha Team     | Yamaha   | 365  |
| 5   | Honda Gresini        | Honda    | 297  |
| 6   | Kawasaki Racing Team | Kawasaki | 182  |
| 7   | Pramac d'Antin       | Ducati   | 181  |
| 8   | Dunlop Yamaha Tech 3 | Yamaha   | 88   |
| 9   | Honda LCR            | Honda    | 65   |
| 10  | Konica Minolta Honda | Honda    | 47   |
| 11  | Team Roberts         | KR212V   | 14   |

| Pos | Továrna  | Body |
| --- | -------- | ---- |
| 1   | Ducati   | 394  |
| 2   | Honda    | 313  |
| 3   | Yamaha   | 283  |
| 4   | Suzuki   | 241  |
| 5   | Kawasaki | 144  |
| 6   | KR212V   | 14   |

## Kvalifikace
| *                                                 | *                                                | *                                                   | *                                                 |
| _______1_______ Mika Kallio KTM 1:35.166          |                                                  |                                                     |                                                   |
|                                                   | _______2_______ Jorge Lorenzo Aprilia 1:35.333   |                                                     |                                                   |
|                                                   |                                                  | _______3_______ Yuki Takahashi Honda 1:35.623       |                                                   |
|                                                   |                                                  |                                                     | _______4_______ Marco Simoncelli Gilera 1:35.712  |
| _______5_______ Hector Barbera Aprilia 1:35.727   |                                                  |                                                     |                                                   |
|                                                   | _______6_______ Alvaro Bautista Aprilia 1:35.766 |                                                     |                                                   |
|                                                   |                                                  | _______7_______ Julian Simon Honda 1:35.958         |                                                   |
|                                                   |                                                  |                                                     | _______8_______ Alex Debon Aprilia 1:35.962       |
| _______9_______ Alex de Angelis Aprilia 1:35.985  |                                                  |                                                     |                                                   |
|                                                   | _______10_______ Andrea Dovizioso Honda 1:35.985 |                                                     |                                                   |
|                                                   |                                                  | _______11_______ Hiroshi Aoyama KTM 1:36.077        |                                                   |
|                                                   |                                                  |                                                     | _______12_______ Shuhei Aoyama Honda 1:36.103     |
| _______13_______ Aleix Espargaro Aprilia 1:36.318 |                                                  |                                                     |                                                   |
|                                                   | _______14_______ Thomas Lüthi Aprilia 1:36.344   |                                                     |                                                   |
|                                                   |                                                  | _______15_______ Roberto Locatelli Gilera 1:36.688  |                                                   |
|                                                   |                                                  |                                                     | _______16_______ Fabrizio Lai Aprilia 1:37.580    |
| _______17_______ Jules Cluzel Aprilia 1:37.680    |                                                  |                                                     |                                                   |
|                                                   | _______18_______ Dirk Heidolf Aprilia 1:37.770   |                                                     |                                                   |
|                                                   |                                                  | _______19_______ Ratthapark Wilairot Honda 1:37.792 |                                                   |
|                                                   |                                                  |                                                     | _______20_______ Alex Baldolini Aprilia 1:37.922  |
| _______21_______ Karel Abraham Aprilia 1:38.090   |                                                  |                                                     |                                                   |
|                                                   | _______22_______ Taro Sekiguchi Aprilia 1:38.557 |                                                     |                                                   |
|                                                   |                                                  | _______23_______ Efren Vazquez Aprilia 1:38.589     |                                                   |
|                                                   |                                                  |                                                     | _______24_______ Alvaro Molina Aprilia 1:38.683   |
| _______25_______ Federico Sandi Aprilia 1:38.904  |                                                  |                                                     |                                                   |
|                                                   | _______26_______ Eugene Laverty Honda 1:38.919   |                                                     |                                                   |
|                                                   |                                                  | _______27_______ Imre Toth Aprilia 1:39.080         |                                                   |
|                                                   |                                                  |                                                     | _______28_______ Santiago Barragan Honda 1:40.427 |
| _______29_______ Joshua Sommer Honda 1:41.692     |                                                  |                                                     |                                                   |
| ------------------------------------------------- | ------------------------------------------------ | --------------------------------------------------- | ------------------------------------------------- |

## Závod
| Pos | #  | Jezdec              | Stroj   | Kola | Čas        | Rošt | Body |
| --- | -- | ------------------- | ------- | ---- | ---------- | ---- | ---- |
| 1   | 36 | Mika Kallio         | KTM     | 27   | +48:29.349 | 1    | 25   |
| 2   | 3  | Alex de Angelis     | Aprilia | 27   | +0.371     | 9    | 20   |
| 3   | 6  | Alex Debon          | Aprilia | 27   | +6.797     | 8    | 16   |
| 4   | 34 | Andrea Dovizioso    | Honda   | 27   | +6.880     | 10   | 13   |
| 5   | 80 | Hector Barbera      | Aprilia | 27   | +12.767    | 5    | 11   |
| 6   | 60 | Julian Simon        | Honda   | 27   | +13.030    | 7    | 10   |
| 7   | 1  | Jorge Lorenzo       | Aprilia | 27   | +14.751    | 2    | 9    |
| 8   | 55 | Yuki Takahashi      | Honda   | 27   | +16.437    | 3    | 8    |
| 9   | 12 | Thomas Lüthi        | Aprilia | 27   | +16.551    | 14   | 7    |
| 10  | 4  | Hiroshi Aoyama      | KTM     | 27   | +20.223    | 11   | 6    |
| 11  | 58 | Marco Simoncelli    | Gilera  | 27   | +23.626    | 4    | 5    |
| 12  | 41 | Aleix Espargaro     | Aprilia | 27   | +31.805    | 13   | 4    |
| 13  | 15 | Roberto Locatelli   | Gilera  | 27   | +34.310    | 15   | 3    |
| 14  | 25 | Alex Baldolini      | Aprilia | 27   | +58.825    | 20   | 2    |
| 15  | 8  | Ratthapark Wilairot | Honda   | 27   | +58.845    | 19   | 1    |
| 16  | 28 | Dirk Heidolf        | Aprilia | 27   | +59.688    | 18   |      |
| 17  | 73 | Shuhei Aoyama       | Honda   | 27   | +1:01.510  | 12   |      |
| 18  | 7  | Efren Vazquez       | Aprilia | 27   | +1:19.620  | 23   |      |
| 19  | 11 | Taro Sekiguchi      | Aprilia | 27   | +1:20.598  | 22   |      |
| 20  | 21 | Federico Sandi      | Aprilia | 27   | +1:24.412  | 25   |      |
| 21  | 50 | Eugene Laverty      | Honda   | 27   | +1:27.529  | 26   |      |
| 22  | 31 | Alvaro Molina       | Aprilia | 26   | +1 kolo    | 24   |      |
| 23  | 10 | Imre Toth           | Aprilia | 26   | +1 kolo    | 27   |      |
| 24  | 53 | Santiago Barragan   | Honda   | 26   | +1 kolo    | 28   |      |
| Ret | 19 | Alvaro Bautista     | Aprilia | 20   | Nehoda     | 6    |      |
| Ret | 17 | Karel Abraham       | Aprilia | 20   | Nehoda     | 21   |      |
| Ret | 18 | Joshua Sommer       | Honda   | 19   | Porucha    | 29   |      |
| Ret | 16 | Jules Cluzel        | Aprilia | 14   | Nehoda     | 17   |      |
| Ret | 32 | Fabrizio Lai        | Aprilia | 0    | Nehoda     | 16   |      |

## Průběžná klasifikace jezdců a továren
| Pos | #  | Jezdec              | Stroj   | Body |
| --- | -- | ------------------- | ------- | ---- |
| 1   | 1  | Jorge Lorenzo       | Aprilia | 312  |
| 2   | 34 | Andrea Dovizioso    | Honda   | 260  |
| 3   | 3  | Alex de Angelis     | Aprilia | 235  |
| 4   | 19 | Alvaro Bautista     | Aprilia | 181  |
| 5   | 80 | Hector Barbera      | Aprilia | 177  |
| 6   | 4  | Hiroshi Aoyama      | KTM     | 160  |
| 7   | 36 | Mika Kallio         | KTM     | 157  |
| 8   | 12 | Thomas Lüthi        | Aprilia | 133  |
| 9   | 60 | Julian Simon        | Honda   | 123  |
| 10  | 58 | Marco Simoncelli    | Gilera  | 97   |
| 11  | 55 | Yuki Takahashi      | Honda   | 90   |
| 12  | 73 | Shuhei Aoyama       | Honda   | 90   |
| 13  | 15 | Roberto Locatelli   | Gilera  | 59   |
| 14  | 32 | Fabrizio Lai        | Aprilia | 49   |
| 15  | 41 | Aleix Espargaro     | Aprilia | 47   |
| 16  | 17 | Karel Abraham       | Aprilia | 31   |
| 17  | 8  | Ratthapark Wilairot | Honda   | 30   |
| 18  | 6  | Alex Debon          | Aprilia | 27   |
| 19  | 14 | Anthony West        | Aprilia | 25   |
| 20  | 28 | Dirk Heidolf        | Aprilia | 24   |
| 21  | 16 | Jules Cluzel        | Aprilia | 19   |
| 22  | 25 | Alex Baldolini      | Aprilia | 18   |
| 23  | 11 | Taro Sekiguchi      | Aprilia | 13   |
| 24  | 45 | Dan Linfoot         | Aprilia | 7    |
| 25  | 50 | Eugene Laverty      | Honda   | 6    |
| 26  | 76 | Seijin Oikawa       | Yamaha  | 4    |
| 27  | 75 | Youichi Ui          | Yamaha  | 2    |
| 28  | 10 | Imre Toth           | Aprilia | 2    |
| 29  | 7  | Efren Vazquez       | Honda   | 1    |
| 30  | 9  | Arturo Tizon        | Aprilia | 1    |

| Pos | Továrna | Body |
| --- | ------- | ---- |
| 1   | Aprilia | 387  |
| 2   | Honda   | 275  |
| 3   | KTM     | 226  |
| 4   | Gilera  | 116  |
| 5   | Yamaha  | 4    |